# Kalkulator Windows
Kalkulator Windows – aplikacja dostępna we wszystkich systemach Windows. Program służy do wykonywania obliczeń na komputerze.
W systemie Windows 7 kalkulator został znacząco zmieniony i oferuje między innymi widok dla programistów oraz widok do obliczeń statystycznych.
6 marca 2019 roku Microsoft opublikował kod źródłowy Kalkulatora w repozytorium GitHub.

## Widok standardowy
- Dodawanie, odejmowanie, mnożenie, dzielenie
- Zapisywanie do pamięci i odczytywanie
- Pokazywanie wyniku mnożenia jako wartość procentową
- Pierwiastek kwadratowy
- Odwrotność liczby
- Grupowanie cyfr

## Widok naukowy
- Wszystkie opcje dostępne w widoku standardowym
- Zamiany liczb między systemami liczbowymi (dwójkowym, ósemkowym, dziesiętnym i szesnastkowym)
- Zamiany liczb między stopniami, radianami, gradusami
- Wyświetlanie oraz wprowadzanie liczb w notacji naukowej
- Otrzymywanie reszty z dzielenia
- Potęgi dowolnego stopnia
- Funkcje trygonometryczne i hiperboliczne oraz funkcje do nich odwrotne
- Logarytmy
- Silnie
- Otrzymywanie części całkowitej
- Operacje logiczne
- Obliczenia statystyczne
- Wprowadzanie liczby pi

## Ograniczenie trybu szesnastkowego
Kalkulator w trybie szesnastkowym umożliwia wyświetlenie liczby składającej się z maksymalnie 16 znaków. Największą liczbą będzie zatem FFFF FFFF FFFF FFFF (dziesiętnie: 18.446.744.073.709.551.615).
Może prowadzić to do błędów w obliczeniach, gdyż w trybie dziesiętnym tego ograniczenia nie ma i przy przechodzeniu z trybu dziesiętnego do szesnastkowego przy wyświetlanej liczbie większej od 18.446.744.073.709.551.615 wyświetlana jest błędna wartość.

## Pozostałe
W kalkulatorze dołączonym do systemu Windows 98 po próbie dzielenia przez zero zamiast komunikatu: „Nie można dzielić przez zero” zostaje wyświetlony napis: „Błąd: Plus nieskończoność.”.